# Regione Autonoma Serba della Slavonia Occidentale
La Regione Autonoma Serba della Slavonia Occidentale (in serbo Српска аутономна област Западна Славонија?, Srpska autonomna oblast Zapadna Slavonija) fu un'entità autoproclamata dalla popolazione di etnia serba della Slavonia occidentale, nata in seguito all'indipendenza della Croazia dalla Jugoslavia.

## Storia
Poco tempo dopo la creazione della Regione Autonoma Serba della Slavonia Occidentale i ribelli serbo-croati, con l'aiuto dell'Armata Popolare Jugoslava a guida serba, conquistarono le città di Okučani e Daruvar. All'epoca l'area sotto il controllo serbo era relativamente vasta, sebbene la maggior parte della regione fosse collinosa e boscosa con scarse infrastrutture. Nei mesi successivi si combatté per conquistare Pakrac, mentre le unità paramilitari effettuarono la pulizia etnica contro i croati nelle zone conquistate. La maggior parte della regione era occupata da milizie serbe scarsamente equipaggiate, provenienti dai villaggi serbi locali.
Il 31 ottobre 1991, le forze croate lanciarono l'operazione Otkos-10 per mettere in sicurezza le colline di Bilogora. In seguito a questo successo, l'operazione croata Orkan-91, del 12 dicembre, respinse le forze nemiche in una piccola sacca che costituiva solo una frazione del territorio inizialmente controllato. Nell'operazione fu ripresa Daruvar. Durante la ritirata, i paramilitari serbi commisero il massacro di Voćin. 
Il 19 dicembre 1991 la Slavonia Occidentale si unì con la Krajina, formando la Repubblica Serba di Krajina, e il 2 gennaio 1992 l'ONU mediò un cessate il fuoco a Sarajevo con le forze croate.
Il territorio che comprendeva la Regione Autonoma Serba della Slavonia Occidentale fu riconquistato dall'esercito croato nel maggio 1995.